# 地理学的名称に関する国連専門家グループ
地理学的名称に関する国連専門家グループ (英語: United Nations Group of Experts on Geographical Names、略称：UNGEGN) は1959年4月23日に国際連合事務総長によって設立された、地理学・地図学・言語学の専門家グループで構成される国際連合の機関の一つである。
UNGEGNの任務は地名の標準化に関する問題を取り上げ、主に言語学的観点から地名の標準化に関する提案、提言を行うことである。
1967年以来、2017年まで、UNGEGNの会議は5年間に3回の割合で開催されてきた。2019年以降は2年に一度の開催となる。